# کموکین
کموکاین‌ها یا کموکین‌ها خانواده‌ای از سیتوکین‌های با اندازه کوچک یا پروتئینهای تولید شده توسط سلول‌ها هستند. نام این خانواده از خاصیت آن‌ها برای جذب سلول‌های پاسخ دهنده الهام گرفته شده‌است.

## ویژگی‌ها
پروتئین‌هایی که به عنوان کموکاین طبفه بندی می‌شوند دارای ویژگی‌های ساختاری مشابهی همچون اندازه کوچک (۸–۱۰ کیلودالتون) و حضور چهار عدد مولکول سیستئین در جایگاه‌های کلیدی ساختاری هستند. برخی از کموکاین‌ها دارای نقش پیش-التهاب هستند و در هنگام التهاب، سلول‌های ایمنی را به مکان عفونت فرا می‌خوانند. دیگر کموکاین‌ها در نگهداری همئوستاز نقش دارند و باعث حرکات سلول‌ها در طی فرایند طبیعی رشد و گسترش سلول می‌شوند. کموکاین‌ها در همه مهره‌داران و برخی باکتری‌ها یافت می‌شوند.
کموکاین‌ها در چهار گروه CXC , CC , CX3C و XC تقسیم‌بندی می‌شوند و از طریق یک پروتئین غشایی بنام جی پروتئین اثر می‌کنند.